# Гендергенское сельское поселение
Гендергенское се́льское поселе́ние — муниципальное образование в Ножай-Юртовском районе Чечни Российской Федерации.
Административный центр — село Гендерген.

## История
Статус и границы сельского поселения установлены Законом Чеченской Республики от 20 февраля 2009 года № 11-РЗ «Об образовании муниципального образования Ножай-Юртовский район и муниципальных образований, входящих в его состав, установлении их границ и наделении их соответствующим статусом муниципального района и сельского поселения».

## Население
| 2010  | 2012  | 2013  | 2014  | 2015  | 2016  | 2017  |
| ----- | ----- | ----- | ----- | ----- | ----- | ----- |
| 1395  | ↗1474 | ↘1464 | ↗1491 | ↗1509 | ↗1535 | ↗1566 |
| 2018  | 2019  | 2020  | 2021  | 2023  | 2024  |       |
| ↗1598 | ↗1640 | ↘1631 | ↘1336 | ↗1338 | ↗1374 |       |

## Состав сельского поселения
| № | Населённый пункт | Тип населённого пункта       | Население |
| - | ---------------- | ---------------------------- | --------- |
| 1 | Гендерген        | село, административный центр | ↗689      |
| 2 | Зандак-Ара       | село                         | ↗706      |